# Muhammad Juki
Mohammad Juki (1402-1445) est un prince timouride, petit-fils de Tamerlan et fils de Shahrokh. Il était le frère ou le demi-frère d'Ulugh Beg, le prince-astronome de Samarcande, de Baysonqor et d’Ibrahim Sultan.
Il fut gouverneur de Garmsir et de Khutlan de 1433 à 1443 et de Gorgan de 1443 à sa mort. Grand bibliophile comme son père et ses frères, il fut le possesseur d'un fameux Shâhnâmeh (Livre des rois, l'épopée persane rédigée par Ferdowsi) enluminé.